# AEW World Championship
El AEW World Championship (Campeonato Mundial de AEW, en español) es un campeonato mundial de lucha libre profesional creado y utilizado por la compañía estadounidense All Elite Wrestling (AEW). El campeonato fue presentado el 25 de mayo de 2019 en el evento inaugural de AEW, Double or Nothing. El campeón actual es «Hangman» Adam Page, quien se encuentra en su segundo reinado.

## Historia

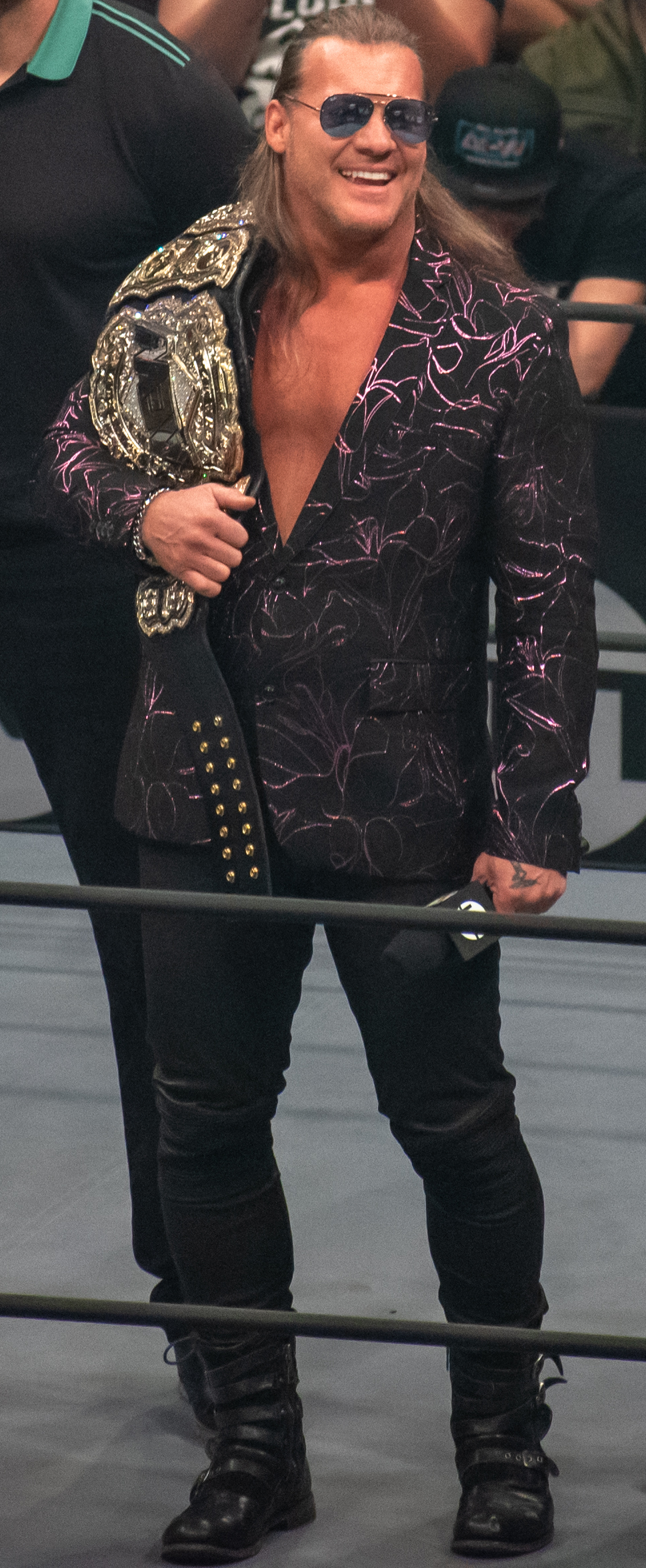
El campeón inaugural Chris Jericho.

El 1 de enero de 2019, se fundó la empresa de lucha libre profesional All Elite Wrestling (AEW), junto con el anuncio de su evento inaugural, Double or Nothing, donde fue programado el 25 de mayo. La presentación del campeonato mundial de la empresa fue objeto de burla por primera vez en el canal de YouTube de AEW el 22 de mayo, donde el actor y comediante Jack Whitehall intentó, de manera cómica, revelar el cinturón del título, pero luchó por sacar el campeonato de la bolsa. Durante ese mismo video, Whitehall anunció que el ganador de Casino Battle Royale, se enfrentaría al ganador del evento principal de Double or Nothing en una fecha futura para determinar el primer campeón.
El Casino Battle Royale fue ganado por "Hangman" Adam Page, mientras que Chris Jericho derrotó a Kenny Omega en el evento principal, preparando el combate inaugural por el campeonato. Durante el evento de Double or Nothing, Bret Hart presentó el cinturón del Campeonato Mundial de AEW por primera vez.
El 31 de mayo, la lucha por el inaugural campeonato se confirmó para el evento All Out el 31 de agosto. Al día siguiente, la policía de Tallahassee informó que el cinturón de campeonato físico fue robado legítimamente de la limusina de Jericho mientras viajaba. Posteriormente, Jericho lanzó una "investigación mundial" en su cuenta de Instagram y en todas las cuentas de redes sociales de AEW. El 4 de septiembre, el Departamento de Policía de Tallahassee recuperó el cinturón.
En el episodio del 3 de junio de 2022 de Rampage, el vigente campeón CM Punk, que había ganado el título unos días antes en Double or Nothing, anunció que estaba lesionado y que debía ser operado. Inicialmente quería renunciar al título; sin embargo, el presidente de AEW, Tony Khan, decidió que se coronaría un campeón interino hasta el regreso de Punk, tras lo cual, Punk se enfrentaría al campeón interino para determinar el campeón indiscutible. Para determinar el campeón interino, AEW organizó la Serie de Eliminación del Campeonato Mundial Interino de AEW, que culminaría con una lucha en AEWxNJPW: Forbidden Door el 26 de junio, un evento producido conjuntamente por AEW y New Japan Pro-Wrestling (NJPW). Las dos primeras luchas tuvieron lugar en el episodio del 8 de junio de Dynamite. Un Casino Battle Royale abrió el programa, que ganó Kyle O'Reilly. Más tarde, O'Reilly se enfrentó al luchador ubicado en el número uno del ranking individual, Jon Moxley, en el evento principal del episodio, que finalmente ganó Moxley. La tercera lucha tuvo lugar el 12 de junio en el evento de NJPW, Dominion 6.12 in Osaka-jo Hall, entre Hiroshi Tanahashi y Hirooki Goto, que ganó Tanahashi; Tanahashi estaba programado originalmente para enfrentarse a Punk en Forbidden Door por el título antes de la lesión de Punk. En Forbidden Door, Moxley derrotó a Tanahashi para convertirse en el Campeón Mundial Interino de AEW. Punk hizo su regreso a principios de agosto y Moxley lo derrotó en el episodio del 24 de agosto de Dynamite para convertirse en el campeón indiscutible. Sin embargo, se daría a conocer que Punk aún estaba lesionado, por lo que se pactó una revancha el 4 de septiembre en All Out, contienda que ganó Punk. No obstante, en la rueda de prensa posterior al evento se presentó un altercado físico legítimo entre The Young Bucks, Kenny Omega, Ace Steel y el mismo Punk, resultando en la suspensión de todos los luchadores en cuestión.

### "Real World Championship" (2023-present)
CM Punk haría su regreso a AEW para el episodio debut de Collision el 17 de junio de 2023. Durante la promoción, tenía una bolsa roja, cuyo contenido decía que era "algo que nunca perdió". Después de entablar una disputa con Ricky Starks el mes siguiente, Punk reveló que el contenido de la bolsa era el cinturón del Campeonato Mundial AEW que había ganado en All Out. Posteriormente, Punk se refirió a sí mismo como el "Real Campeón del mundo", ya que nunca fue derrotado por el título, y luego pintó con aerosol una X negra (un símbolo utilizado por Punk a lo largo de su carrera en referencia a la cultura straight edge que Punk sigue desde joven) en la placa central. Si bien el reclamo de Punk por el campeonato no ha sido reconocido oficialmente por AEW, aceptó el desafío de Starks de defender el título la semana siguiente, donde retuvo.
Durante el torneo de la Copa Owen Hart en el episodio del 8 de julio de Collision , CM Punk derrotó a Samoa Joe por primera vez en su carrera. En el episodio del 5 de agosto, Joe recapituló su rivalidad, volviendo a su tiempo en Ring of Honor , y desafió a Punk a una revancha en All In para poder demostrar que era mejor que Punk y le dio una semana para responder. Punk no respondió a Joe, quien intensificó el asunto al atacar a Punk durante el partido de Punk la semana siguiente.  Durante Collision el 19 de agosto, un Punk disfrazado atacó a Joe y aceptó el desafío, que se hizo oficial con el "Campeonato Mundial Real" de Punk en juego.

### Torneo de CampeonesGrand Slam(2022)
Después de que CM Punk fuera suspendido indefinidamente y el título quedara vacante en el episodio del 7 de septiembre de Dynamite, el presidente de AEW, Tony Khan, anunció que habría un torneo para declarar un nuevo campeón mundial entre Bryan Danielson, Sammy Guevara, Darby Allin y los ex-campeones "Hangman" Adam Page, Chris Jericho y Jon Moxley. La primera ronda se llevaría a cabo ese mismo día, con Danielson derrotando a Page y en Rampage del 9 de septiembre, episodio en el que Guevara derrotó a Allin. Posteriormente, el 14 de septiembre en Dynamite, en las semifinales del torneo, Moxley y Danielson derrotaron a Guevara y Jericho respectivamente para clasificarse a la final del 21 de septiembre en Dynamite: Grand Slam, donde finalmente Moxley derrotaría a Danielson.
|  | Primera ronda Dynamite (7 de septiembre) Rampage (9 de septiembre) | Primera ronda Dynamite (7 de septiembre) Rampage (9 de septiembre) | Primera ronda Dynamite (7 de septiembre) Rampage (9 de septiembre) |                 |               | Semifinal Dynamite (14 de septiembre) | Semifinal Dynamite (14 de septiembre) | Semifinal Dynamite (14 de septiembre) |       |  | Final Dynamite: Grand Slam (21 de septiembre) | Final Dynamite: Grand Slam (21 de septiembre) | Final Dynamite: Grand Slam (21 de septiembre) |  |
|  |                                                                    |                                                                    |                                                                    |                 |               |                                       |                                       |                                       |       |  |                                               |                                               |                                               |  |
|  |                                                                    |                                                                    |                                                                    |                 |               |                                       |                                       |                                       |       |  |                                               |                                               |                                               |  |
|  | "Hangman" Adam Page                                                | "Hangman" Adam Page                                                | 23:04                                                              |                 |               |                                       |                                       |                                       |       |  |                                               |                                               |                                               |  |
|  | "Hangman" Adam Page                                                | "Hangman" Adam Page                                                | 23:04                                                              |                 |               |                                       |                                       |                                       |       |  |                                               |                                               |                                               |  |
|  | Bryan Danielson                                                    | Bryan Danielson                                                    | Pin                                                                |                 |               |                                       |                                       |                                       |       |  |                                               |                                               |                                               |  |
|  | Bryan Danielson                                                    | Bryan Danielson                                                    | Pin                                                                |                 | Chris Jericho | Chris Jericho                         | 19:49                                 |                                       |       |  |                                               |                                               |                                               |  |
|  |                                                                    |                                                                    |                                                                    |                 | Chris Jericho | Chris Jericho                         | 19:49                                 |                                       |       |  |                                               |                                               |                                               |  |
|  |                                                                    |                                                                    | Bryan Danielson                                                    | Bryan Danielson | Sub           |                                       |                                       |                                       |       |  |                                               |                                               |                                               |  |
|  |                                                                    |                                                                    | Bryan Danielson                                                    | Bryan Danielson | Sub           |                                       |                                       |                                       |       |  |                                               |                                               |                                               |  |
|  |                                                                    |                                                                    |                                                                    |                 |               |                                       |                                       |                                       |       |  |                                               |                                               |                                               |  |
|  |                                                                    |                                                                    |                                                                    |                 |               |                                       |                                       |                                       |       |  |                                               |                                               |                                               |  |
|  |                                                                    |                                                                    |                                                                    |                 |               |                                       | Bryan Danielson                       | Bryan Danielson                       | 19:15 |  |                                               |                                               |                                               |  |
|  |                                                                    |                                                                    |                                                                    |                 |               |                                       |                                       |                                       | 19:15 |  |                                               |                                               |                                               |  |
|  |                                                                    |                                                                    | Jon Moxley                                                         | Jon Moxley      | KO            |                                       |                                       |                                       |       |  |                                               |                                               |                                               |  |
|  | Sammy Guevara                                                      | Sammy Guevara                                                      | Jon Moxley                                                         | Jon Moxley      | KO            | Pin                                   |                                       |                                       |       |  |                                               |                                               |                                               |  |
|  | Sammy Guevara                                                      | Sammy Guevara                                                      |                                                                    |                 |               |                                       |                                       |                                       |       |  |                                               |                                               |                                               |  |
|  | Darby Allin                                                        | Darby Allin                                                        | 11:06                                                              |                 |               |                                       |                                       |                                       |       |  |                                               |                                               |                                               |  |
|  | Darby Allin                                                        | Darby Allin                                                        | 11:06                                                              |                 | Sammy Guevara | Sammy Guevara                         | 13:46                                 |                                       |       |  |                                               |                                               |                                               |  |
|  |                                                                    |                                                                    |                                                                    |                 | Sammy Guevara | Sammy Guevara                         | 13:46                                 |                                       |       |  |                                               |                                               |                                               |  |
|  |                                                                    |                                                                    | Jon Moxley                                                         | Jon Moxley      | Pin           |                                       |                                       |                                       |       |  |                                               |                                               |                                               |  |
|  |                                                                    |                                                                    | Jon Moxley                                                         | Jon Moxley      | Pin           |                                       |                                       |                                       |       |  |                                               |                                               |                                               |  |
|  |                                                                    |                                                                    |                                                                    |                 |               |                                       |                                       |                                       |       |  |                                               |                                               |                                               |  |
|  |                                                                    |                                                                    |                                                                    |                 |               |                                       |                                       |                                       |       |  |                                               |                                               |                                               |  |
|  |                                                                    |                                                                    |                                                                    |                 |               |                                       |                                       |                                       |       |  |                                               |                                               |                                               |  |
|  |                                                                    |                                                                    |                                                                    |                 |               |                                       |                                       |                                       |       |  |                                               |                                               |                                               |  |

1. 1 2  Chris Jericho y Jon Moxley quedaron exentos de la primera ronda por lo que fueron asignados directamente a las semifinales.

## Diseño del campeonato

### Diseño estándar
El cinturón estándar del Campeonato Mundial de AEW tiene cinco placas en una correa de cuero negro. La gran placa central tiene el logotipo de AEW en el centro, con un contorno de diamante detrás del logotipo. Encima del logo hay una pancarta que dice "WORLD", mientras que debajo del logo hay otra pancarta que dice "CHAMPION". Debajo de esta pancarta hay una placa de identificación para mostrar el nombre del campeón reinante. Las dos placas laterales internas son altas y delgadas, con el logotipo de AEW nuevamente en el centro. Por encima y por debajo de este logotipo hay dos mitades del globo terráqueo. Las dos placas laterales exteriores son similares a las interiores pero un poco más pequeñas. El diseño del cinturón se inspiró en el cinturón del Campeonato Peso Pesado de América del Norte de Mid-South Wrestling, y AEW quería que su diseño fuera significativamente similar a ese cinturón. Fue creado por el conocido fabricante de cinturones de campeonato de lucha libre profesional Dave Millican, quien también fabricó el diseño del Campeonato de la WWE.

### Diseños personalizados
En el episodio del 30 de noviembre de 2022 de Dynamite, el campeón reinante MJF, que acababa de ganar el título en Full Gear el 19 de noviembre, descartó el cinturón estándar del Campeonato Mundial de AEW, llamándolo basura, y reveló su propia versión personalizada, a la que denominó el "Big Burberry Belt", o Triple-B para abreviar. Presenta exactamente el mismo diseño que el cinturón estándar; Sin embargo, la correa de cuero es marrón y está diseñada con el patrón de cuadros característico de Burberry para combinar con la bufanda Burberry característica de MJF.

## Campeones

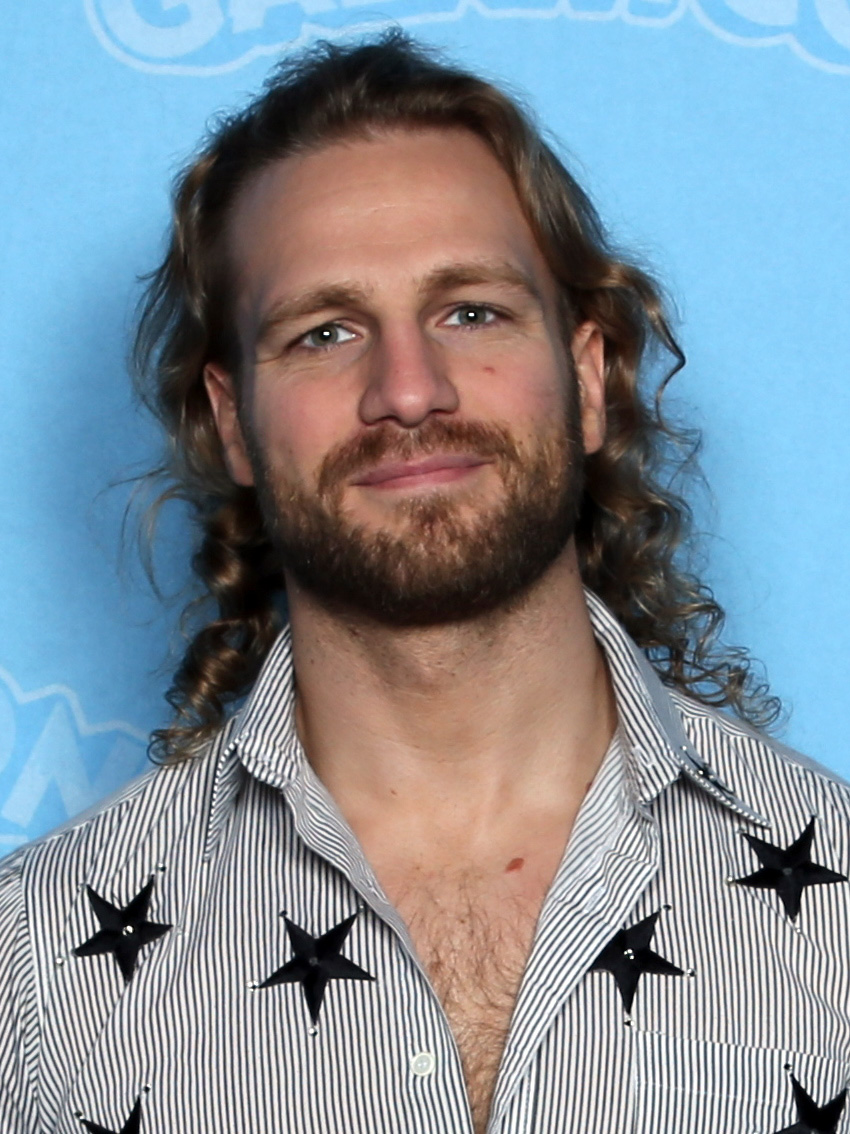
El campeón actual, «Hangman» Adam Page.

El Campeonato Mundial de AEW es el campeonato máximo de la empresa, creado en 2019. El campeón inaugural es Chris Jericho, quien derrotó a Hangman Page para determinar al primer campeón en All Out el 31 de agosto de 2019. Desde entonces ha habido 9 distintos campeones oficiales, repartidos en 14 reinados reconocidos y 1 reinado interino. Chris Jericho y Kenny Omega son los dos luchadores no estadounidenses que han ostentado el título.
El reinado más largo en la historia del título le pertenece a MJF quien mantuvo el título durante 406 días en su único reinado, le siguen Kenny Omega con 346 días en un reinado y Jon Moxley con 277 días en su primer reinado. En tanto, CM Punk posee el reinado más corto en la historia del campeonato, con 3 días con el título en su segunda titularidad.
En cuanto a los días en total como campeón (un acumulado entre la suma de todos los días de los reinados individuales de cada luchador), Jon Moxley posee el record con 620 días en cuatro reinados. Le sigue MJF (406 días en un reinado) y Kenny Omega (346  días en un reinado). Jon Moxley es el luchador con más reinados, con cuatro, siguiéndole CM Punk y «Hangman» Adam Page, ambos con dos.
Por último, el campeón más joven en la historia es MJF, quien a los 26 años y 249 días derrotó a Jon Moxley en Full Gear. En contraparte, el campeón más viejo es Chris Jericho, quien a los 48 años y 295 días derrotó a «Hangman» Adam Page en All Out. En cuanto al peso de los campeones, Samoa Joe es el más pesado, con 128 kilogramos, mientras que Kenny Omega es el más liviano, con 92 kilogramos.

### Campeón actual
El actual campeón es «Hangman» Adam Page, quien se encuentra en su segundo reinado. Page ganó el título luego de derrotar al excampeón Jon Moxley el 12 de julio de 2025 en All In.
Page registra hasta el 18 de agosto de 2025 las siguientes defensas televisadas:
1. vs. Jon Moxley (30 de julio de 2025, Dynamite)

### Lista de campeones
| N.º | Campeón             | Lucha                    | Lucha                      | Lucha                     | Estadísticas | Estadísticas | Notas y referencias |
| N.º | Campeón             | Fecha                    | Evento                     | Ubicación                 | Reinado      | Días         | Notas y referencias |
| --- | ------------------- | ------------------------ | -------------------------- | ------------------------- | ------------ | ------------ | --- |
| 1   | Chris Jericho       | 31 de agosto de 2019     | All Out                    | Hoffman Estates, Illinois | 1            | 182          | Derrotó a "Hangman" Adam Page para coronar al primer campeón. |
| 2   | Jon Moxley          | 29 de febrero de 2020    | Revolution                 | Chicago, Illinois         | 1            | 277          | [ 29 ] |
| 3   | Kenny Omega         | 2 de diciembre de 2020   | Dynamite: Winter Is Coming | Jacksonville, Florida     | 1            | 346          | [ 30 ] |
| 4   | «Hangman» Adam Page | 13 de noviembre de 2021  | Full Gear                  | Mineápolis, Minnesota     | 1            | 197          | [ 31 ] |
| 5   | CM Punk             | 29 de mayo de 2022       | Double or Nothing          | Paradise, Nevada          | 1            | 87           | [ 32 ] |
| —   | Jon Moxley          | 26 de junio de 2022      | AEWxNJPW: Forbidden Door   | Chicago, Illinois         | —            | 59           | Derrotó a Hiroshi Tanahashi para determinar al campeón interino, debido a la lesión sufrida por el vigente campeón, CM Punk. AEW reconoce el reinado de Punk. |
| 6   | Jon Moxley          | 24 de agosto de 2022     | Dynamite                   | Cleveland, Ohio           | 2            | 11           | Derrotó a Punk para proclamarse campeón indiscutido. |
| 7   | CM Punk             | 4 de septiembre de 2022  | All Out                    | Hoffman Estates, Illinois | 2            | 3            | Éste es el reinado más corto de la historia del campeonato. |
| —   | Vacante             | 7 de septiembre de 2022  | Dynamite                   | Búfalo, Nueva York        | —            | —            | CM Punk fue despojado del título después de ser suspendido por el presidente de AEW, Tony Khan, debido al altercado físico legítimo que ocurrió después de la rueda de prensa posterior a All Out. Tras el regreso de Punk, durante un episodio de Collision, Punk se reconoció así mismo como el "Verdadero" Campeón Mundial de AEW marcando con una X el campeonato, sin embargo, AEW no reconoce este reinado. |
| 8   | Jon Moxley          | 21 de septiembre de 2022 | Dynamite: Grand Slam       | Queens, Nueva York        | 3            | 59           | Derrotó a Bryan Danielson en el final de un torneo. |
| 9   | MJF                 | 19 de noviembre de 2022  | Full Gear                  | Newark, Nueva Jersey      | 1            | 406          | Éste es el reinado más largo en la historia del campeonato. |
| 10  | Samoa Joe           | 30 de diciembre de 2023  | Worlds End                 | Uniondale, Nueva York     | 1            | 113          | [ 39 ] |
| 11  | Swerve Strickland   | 21 de abril de 2024      | Dynasty                    | San Luis, Misuri          | 1            | 126          | [ 40 ] |
| 12  | Bryan Danielson     | 25 de agosto de 2024     | All In                     | Londres, Inglaterra       | 1            | 48           | Fue un Title vs. Career Match. |
| 13  | Jon Moxley          | 12 de octubre de 2024    | WrestleDream               | Tacoma, Washington        | 4            | 273          | [ 42 ] |
| 14  | «Hangman» Adam Page | 12 de julio de 2025      | All In                     | Arlington, Texas          | 2            | 37+          | Fue un Texas Death Match. |

### Total de días con el título

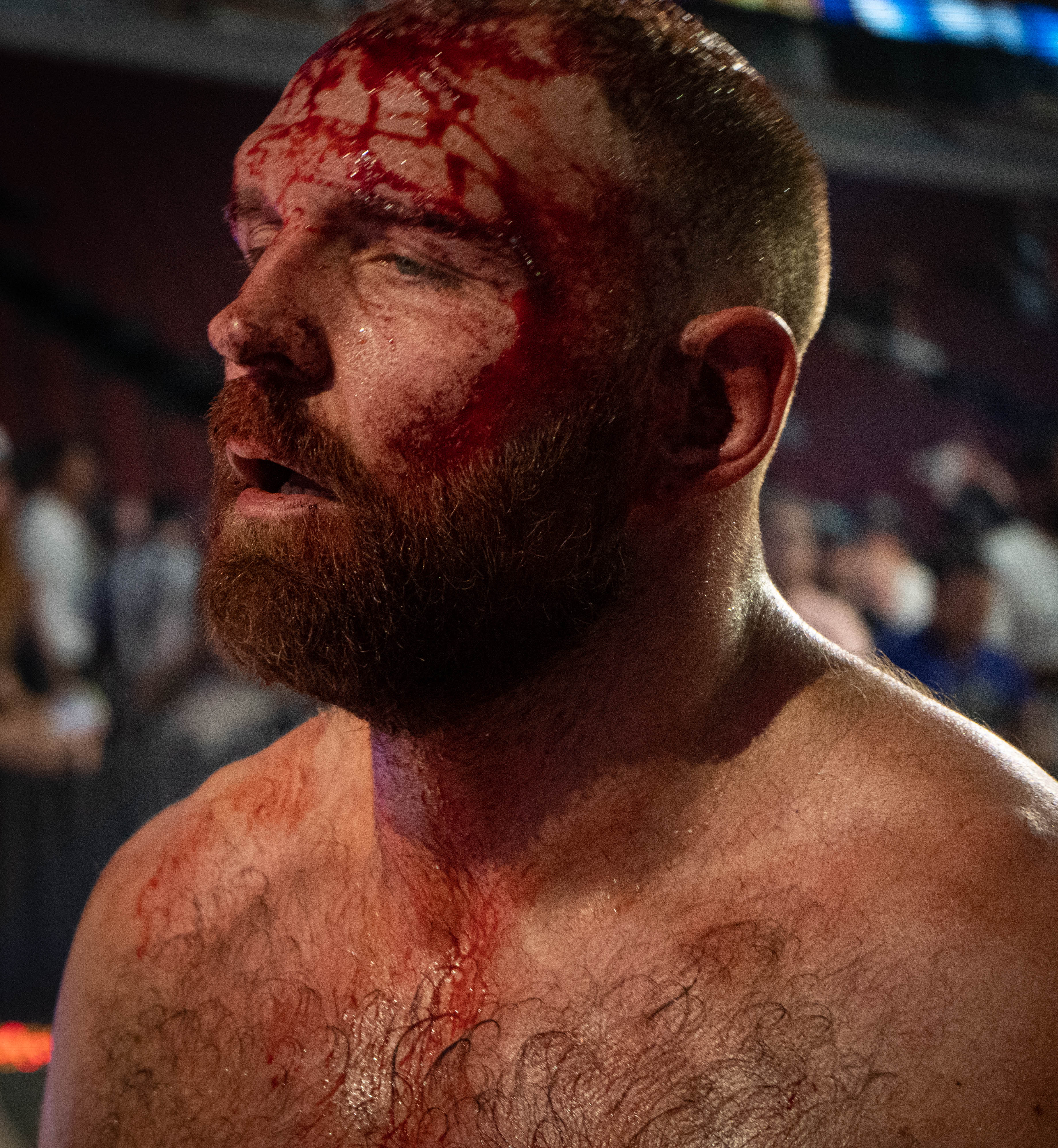
Jon Moxley posee el récord de más días con el título, con 620 en sus cuatro reinados.

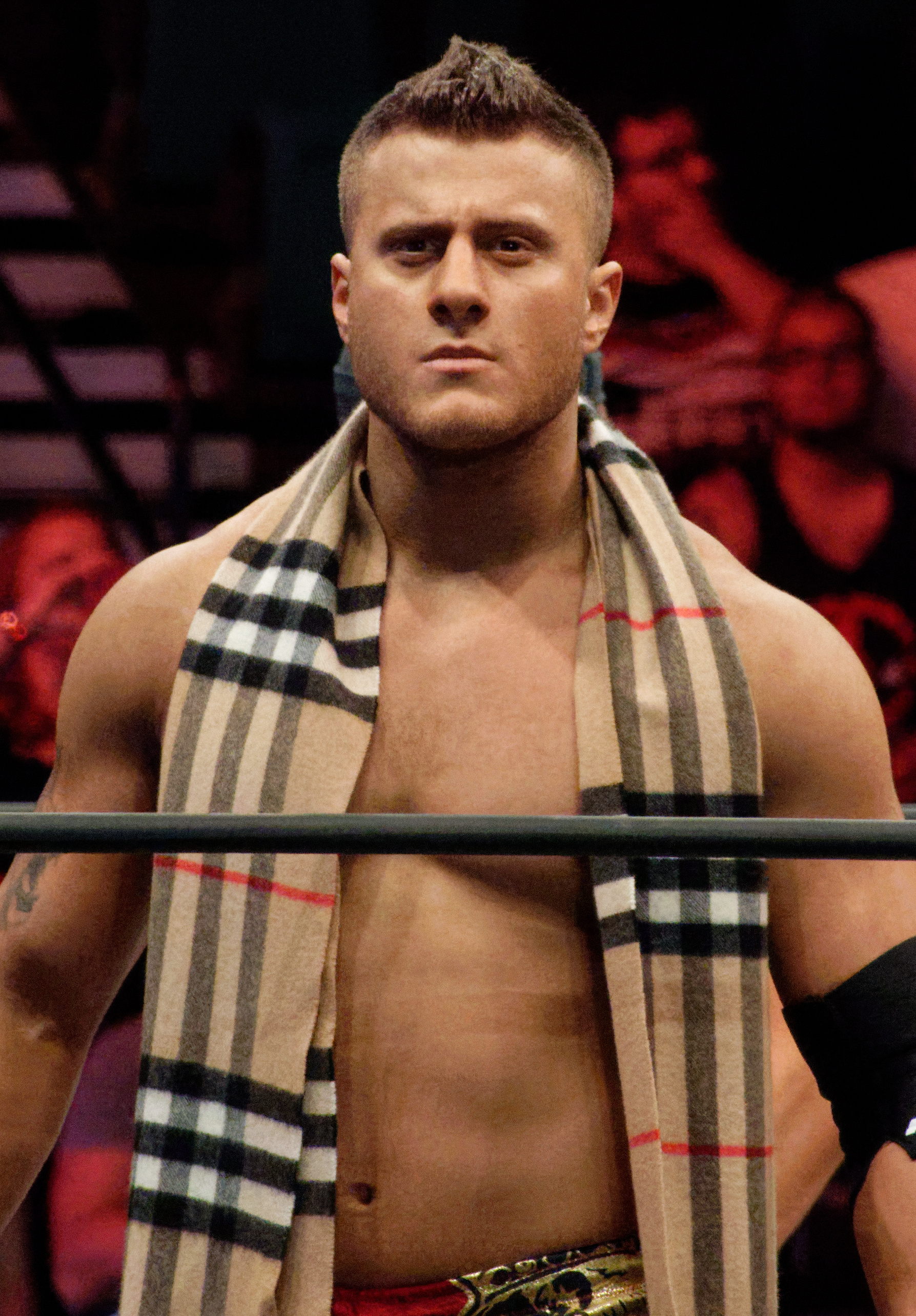
MJF posee el récord del reinado más largo, con 406 días.

La siguiente lista muestra el total de días que un luchador ha poseído el campeonato, si se suman todos los reinados que posee. Actualizado a la fecha del 18 de agosto de 2025.
| + | Indica al campeón actual |

| N.º | Luchador            | Reinados | Total de días |
| --- | ------------------- | -------- | ------------- |
| 1   | Jon Moxley          | 4        | 620           |
| 2   | MJF                 | 1        | 406           |
| 3   | Kenny Omega         | 1        | 346           |
| 4   | «Hangman» Adam Page | 2        | 234+          |
| 5   | Chris Jericho       | 1        | 182           |
| 6   | Swerve Strickland   | 1        | 126           |
| 7   | Samoa Joe           | 1        | 113           |
| 8   | CM Punk             | 2        | 90            |
| 9   | Bryan Danielson     | 1        | 48            |

### Mayor cantidad de reinados
| Reinados | Luchador (es)                |
| -------- | ---------------------------- |
| 4 veces  | Jon Moxley                   |
| 2 veces  | CM Punk, «Hangman» Adam Page |